# Jordina Freixanet i Pardo
Jordina Freixanet i Pardo   (Lleida, 9 de febrer de 1983) és una llicenciada en dret per la Universitat de Lleida (UdL) (2005) i és l'actual portaveu del grup municipal d'Esquerra Republicana - Acord Municipal a la ciutat de Lleida. Entre els anys 2021 i 2024 fou diputada al Parlament de Catalunya (13a legislatura) per Esquerra Republicana de Catalunya.
Té postgraus en dret de la infància, protecció a la persona i adopció a la Universitat de Barcelona (UB) (2007), en lideratge per a la gestió política i social a la Universitat Autònoma de Barcelona (2008), en nul·litat, separació i divorci a la UB (2009), i un màster en dret de família per la UdL (2010). Diploma d'experta universitària en funció pública per la Universitat Nacional d'Educació a Distància (2012). El gener del 2007 es va incorporar per oposició lliure al Cos Superior de la Generalitat de Catalunya per treballar a la Direcció General de Salut Pública del Departament de Salut, en l'àmbit jurídic. Va iniciar la militància política el 2003 al Partit dels Socialistes de Catalunya (PSC) i a la Joventut Socialista de Catalunya, de la qual fou primera secretària de la Federació de les Comarques de Lleida. Membre de la Comissió Executiva del PSC (2008-2014). Fundadora de la plataforma municipalista Moviment Catalunya i del partit Moviment d'Esquerres (MES). Arran de la coalició entre Esquerra Republicana de Catalunya i MES a les eleccions municipals del maig del 2019 a Lleida, va esdevenir segona tinenta d'alcalde i regidora de Govern Obert i Qualitat Democràtica i Institucional de l'Ajuntament de Lleida i portaveu del Grup Municipal d'Esquerra Republicana de Catalunya - Avancem - Moviment d'Esquerres. Arran de les eleccions municipals del maig del 2023 a Lleida va ser elegida novament regidora, ara sense responsabilitats de govern.